# Angela Salem
Angela Marguerite Salem (* 24. Juli 1988 in Akron, Ohio) ist eine US-amerikanische Fußballspielerin, die seit der Saison 2018 beim NWSL-Teilnehmer Portland Thorns FC unter Vertrag steht.

## Karriere

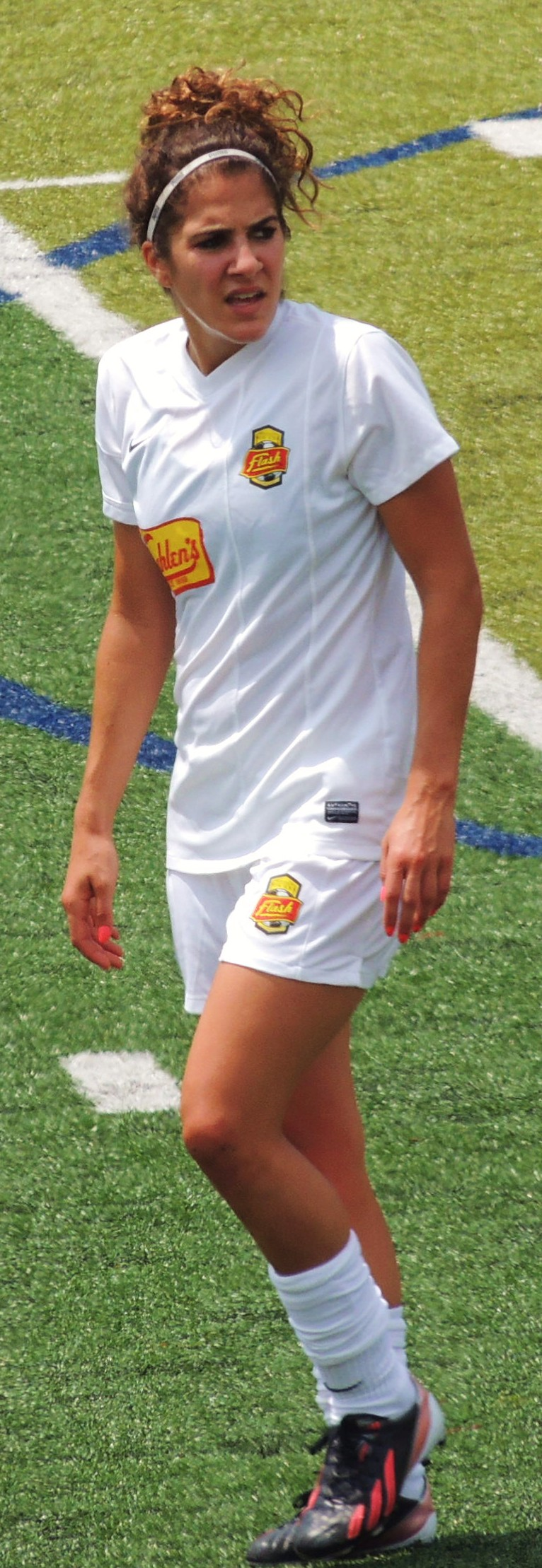
Salem im Trikot der Flash (2013)

### Verein
Salem begann ihre Karriere im Jahr 2009 bei der W-League-Franchise der Virginia Beach Piranhas. Von 2010 bis 2011 spielte sie bei den WPS-Teilnehmern Sky Blue FC und Atlanta Beat, ehe sie für einige Monate zu Åland United in die finnische Naisten Liiga wechselte. Die Saison 2012 verbrachte Salem nach der Auflösung der WPS bei Western New York Flash in der WPSL Elite und kam dort in jedem der 16 Saisonspiele zum Einsatz. Ab Herbst 2012 lief sie für den australischen W-League-Vertreter Newcastle United Jets auf.
Im Februar 2013 wurde Salem beim Supplemental Draft in der zweiten Runde an Position 15 von der neugegründeten NWSL-Franchise der Flash verpflichtet. Ihr Ligadebüt gab sie am 14. April 2013 gegen den Sky Blue FC. Im September 2014 wechselte Salem auf Leihbasis bis zum Jahresende abermals zum australischen Erstligisten Newcastle United Jets, ehe sie sich zur Saison 2015 den Washington Spirit anschloss. Mit den Spirit erreichte sie erstmals in der Franchisegeschichte die Play-offs, die jedoch bereits nach dem ersten Spiel gegen den Seattle Reign FC, einer 0:3-Niederlage, beendet waren. Zur Saison 2016 wechselte Salem weiter zu den Boston Breakers.